# Comuni della Repubblica Ceca (T)
Questa pagina contiene l'elenco dei comuni cechi il cui nome inizia con la lettera T.
Per ciascun comune sono indicati il distretto e la regione d'appartenenza. I comuni che hanno lo status di città (město) sono indicati in grassetto, quelli che hanno lo status di comune mercato (městys) in corsivo.
| Comune                          | Distretto           | Regione             |
| ------------------------------- | ------------------- | ------------------- |
| Tábor                           | Tábor               | Boemia meridionale  |
| Tachlovice                      | Praha-západ         | Boemia centrale     |
| Tachov                          | Tachov              | Plzeň               |
| Tachov (Liberec)                | Česká Lípa          | Liberec             |
| Tálín                           | Písek               | Boemia meridionale  |
| Tanvald                         | Jablonec nad Nisou  | Liberec             |
| Tasov (Moravia meridionale)     | Hodonín             | Moravia meridionale |
| Tasov (Vysočina)                | Žďár nad Sázavou    | Vysočina            |
| Tasovice (Znojmo)               | Znojmo              | Moravia meridionale |
| Tasovice (Blansko)              | Blansko             | Moravia meridionale |
| Tašov                           | Ústí nad Labem      | Ústí nad Labem      |
| Tatce                           | Kolín               | Boemia centrale     |
| Tatenice                        | Ústí nad Orlicí     | Pardubice           |
| Tatiná                          | Plzeň-sever         | Plzeň               |
| Tatobity                        | Semily              | Liberec             |
| Tatrovice                       | Sokolov             | Karlovy Vary        |
| Tavíkovice                      | Znojmo              | Moravia meridionale |
| Tečovice                        | Zlín                | Zlín                |
| Tehov (Benešov)                 | Benešov             | Boemia centrale     |
| Tehov (Praha-východ)            | Praha-východ        | Boemia centrale     |
| Tehovec                         | Praha-východ        | Boemia centrale     |
| Těchařovice                     | Příbram             | Boemia centrale     |
| Těchlovice (Ústí nad Labem)     | Děčín               | Ústí nad Labem      |
| Těchlovice (Hradec Králové)     | Hradec Králové      | Hradec Králové      |
| Těchobuz                        | Pelhřimov           | Vysočina            |
| Těchonín                        | Ústí nad Orlicí     | Pardubice           |
| Telč                            | Jihlava             | Vysočina            |
| Telecí                          | Svitavy             | Pardubice           |
| Telnice (Moravia meridionale)   | Brno-venkov         | Moravia meridionale |
| Telnice (Ústí nad Labem)        | Ústí nad Labem      | Ústí nad Labem      |
| Temelín                         | České Budějovice    | Boemia meridionale  |
| Temešvár                        | Písek               | Boemia meridionale  |
| Těmice (Moravia meridionale)    | Hodonín             | Moravia meridionale |
| Těmice (Vysočina)               | Pelhřimov           | Vysočina            |
| Těně                            | Rokycany            | Plzeň               |
| Teplá                           | Cheb                | Karlovy Vary        |
| Teplice                         | Teplice             | Ústí nad Labem      |
| Teplice nad Bečvou              | Přerov              | Olomouc             |
| Teplice nad Metují              | Náchod              | Hradec Králové      |
| Teplička (Repubblica Ceca)      | Karlovy Vary        | Karlovy Vary        |
| Teplýšovice                     | Benešov             | Boemia centrale     |
| Terešov                         | Rokycany            | Plzeň               |
| Terezín                         | Litoměřice          | Ústí nad Labem      |
| Terezín (Moravia meridionale)   | Hodonín             | Moravia meridionale |
| Těrlicko                        | Karviná             | Moravia-Slesia      |
| Těšany                          | Brno-venkov         | Moravia meridionale |
| Těšetice (Olomouc)              | Olomouc             | Olomouc             |
| Těšetice (Moravia meridionale)  | Znojmo              | Moravia meridionale |
| Těškov                          | Rokycany            | Plzeň               |
| Těškovice                       | Opava               | Moravia-Slesia      |
| Těšovice (Boemia meridionale)   | Prachatice          | Boemia meridionale  |
| Těšovice (Karlovy Vary)         | Sokolov             | Karlovy Vary        |
| Tetčice                         | Brno-venkov         | Moravia meridionale |
| Tetín (Boemia centrale)         | Beroun              | Boemia centrale     |
| Tetín (Hradec Králové)          | Jičín               | Hradec Králové      |
| Tetov                           | Pardubice           | Pardubice           |
| Tchořovice                      | Strakonice          | Boemia meridionale  |
| Tichá                           | Nový Jičín          | Moravia-Slesia      |
| Tichonice                       | Benešov             | Boemia centrale     |
| Tichov                          | Zlín                | Zlín                |
| Tis (Repubblica Ceca)           | Havlíčkův Brod      | Vysočina            |
| Tis u Blatna                    | Plzeň-sever         | Plzeň               |
| Tisá                            | Ústí nad Labem      | Ústí nad Labem      |
| Tísek                           | Nový Jičín          | Moravia-Slesia      |
| Tisem                           | Benešov             | Boemia centrale     |
| Tismice                         | Kolín               | Boemia centrale     |
| Tisová (Plzeň)                  | Tachov              | Plzeň               |
| Tisová (Pardubice)              | Ústí nad Orlicí     | Pardubice           |
| Tisovec (Repubblica Ceca)       | Chrudim             | Pardubice           |
| Tišice                          | Mělník              | Boemia centrale     |
| Tišnov                          | Brno-venkov         | Moravia meridionale |
| Tišnovská Nová Ves              | Brno-venkov         | Moravia meridionale |
| Tištín                          | Prostějov           | Olomouc             |
| Tlučná                          | Plzeň-sever         | Plzeň               |
| Tlumačov (Zlín)                 | Zlín                | Zlín                |
| Tlumačov (Plzeň)                | Domažlice           | Plzeň               |
| Tlustice                        | Beroun              | Boemia centrale     |
| Tmaň                            | Beroun              | Boemia centrale     |
| Točník                          | Beroun              | Boemia centrale     |
| Tochovice                       | Příbram             | Boemia centrale     |
| Tojice                          | Plzeň-jih           | Plzeň               |
| Tomice (Repubblica Ceca)        | Benešov             | Boemia centrale     |
| Topolany                        | Vyškov              | Moravia meridionale |
| Topolná                         | Uherské Hradiště    | Zlín                |
| Toušice                         | Kolín               | Boemia centrale     |
| Toužetín                        | Louny               | Ústí nad Labem      |
| Toužim                          | Karlovy Vary        | Karlovy Vary        |
| Tovačov                         | Přerov              | Olomouc             |
| Tovéř                           | Olomouc             | Olomouc             |
| Traplice                        | Uherské Hradiště    | Zlín                |
| Travčice                        | Litoměřice          | Ústí nad Labem      |
| Trboušany                       | Brno-venkov         | Moravia meridionale |
| Trhanov                         | Domažlice           | Plzeň               |
| Trhová Kamenice                 | Chrudim             | Pardubice           |
| Trhové Dušníky                  | Příbram             | Boemia centrale     |
| Trhové Sviny                    | České Budějovice    | Boemia meridionale  |
| Trhový Štěpánov                 | Benešov             | Boemia centrale     |
| Trmice                          | Ústí nad Labem      | Ústí nad Labem      |
| Trnava (Vysočina)               | Třebíč              | Vysočina            |
| Trnava (Zlín)                   | Zlín                | Zlín                |
| Trnávka (Moravia-Slesia)        | Nový Jičín          | Moravia-Slesia      |
| Trnávka (Pardubice)             | Pardubice           | Pardubice           |
| Trnov                           | Rychnov nad Kněžnou | Hradec Králové      |
| Trnová (Plzeň)                  | Plzeň-sever         | Plzeň               |
| Trnová (Boemia centrale)        | Praha-západ         | Boemia centrale     |
| Trnovany                        | Litoměřice          | Ústí nad Labem      |
| Trnové Pole                     | Znojmo              | Moravia meridionale |
| Trojanovice                     | Nový Jičín          | Moravia-Slesia      |
| Trojovice                       | Chrudim             | Pardubice           |
| Trokavec                        | Rokycany            | Plzeň               |
| Troskotovice                    | Brno-venkov         | Moravia meridionale |
| Troskovice                      | Semily              | Liberec             |
| Trotina                         | Trutnov             | Hradec Králové      |
| Troubelice                      | Olomouc             | Olomouc             |
| Troubky                         | Přerov              | Olomouc             |
| Troubky-Zdislavice              | Kroměříž            | Zlín                |
| Troubsko                        | Brno-venkov         | Moravia meridionale |
| Trpík                           | Ústí nad Orlicí     | Pardubice           |
| Trpín                           | Svitavy             | Pardubice           |
| Trpísty                         | Tachov              | Plzeň               |
| Trpišovice                      | Havlíčkův Brod      | Vysočina            |
| Trstěnice (Pardubice)           | Svitavy             | Pardubice           |
| Trstěnice (Moravia meridionale) | Znojmo              | Moravia meridionale |
| Trstěnice (Karlovy Vary)        | Cheb                | Karlovy Vary        |
| Tršice                          | Olomouc             | Olomouc             |
| Trubín                          | Beroun              | Boemia centrale     |
| Trubská                         | Beroun              | Boemia centrale     |
| Truskovice                      | Strakonice          | Boemia meridionale  |
| Trusnov                         | Pardubice           | Pardubice           |
| Trutnov                         | Trutnov             | Hradec Králové      |
| Tržek                           | Svitavy             | Pardubice           |
| Třanovice                       | Frýdek-Místek       | Moravia-Slesia      |
| Třebařov                        | Svitavy             | Pardubice           |
| Třebčice                        | Plzeň-jih           | Plzeň               |
| Třebechovice pod Orebem         | Hradec Králové      | Hradec Králové      |
| Třebějice                       | Tábor               | Boemia meridionale  |
| Třebelovice                     | Třebíč              | Vysočina            |
| Třebeň                          | Cheb                | Karlovy Vary        |
| Třebenice (Vysočina)            | Třebíč              | Vysočina            |
| Třebenice (Ústí nad Labem)      | Litoměřice          | Ústí nad Labem      |
| Třebestovice                    | Nymburk             | Boemia centrale     |
| Třebešice (Benešov)             | Benešov             | Boemia centrale     |
| Třebešice (Kutná Hora)          | Kutná Hora          | Boemia centrale     |
| Třebešov                        | Rychnov nad Kněžnou | Hradec Králové      |
| Třebětice (Boemia meridionale)  | Jindřichův Hradec   | Boemia meridionale  |
| Třebětice (Zlín)                | Kroměříž            | Zlín                |
| Třebětín                        | Kutná Hora          | Boemia centrale     |
| Třebíč                          | Třebíč              | Vysočina            |
| Třebihošť                       | Trutnov             | Hradec Králové      |
| Třebichovice                    | Kladno              | Boemia centrale     |
| Třebívlice                      | Litoměřice          | Ústí nad Labem      |
| Třebíz                          | Kladno              | Boemia centrale     |
| Třebnouševes                    | Jičín               | Hradec Králové      |
| Třeboc                          | Rakovník            | Boemia centrale     |
| Třebohostice                    | Strakonice          | Boemia meridionale  |
| Třebom                          | Opava               | Moravia-Slesia      |
| Třeboň                          | Jindřichův Hradec   | Boemia meridionale  |
| Třebonín                        | Kutná Hora          | Boemia centrale     |
| Třebosice                       | Pardubice           | Pardubice           |
| Třebotov                        | Praha-západ         | Boemia centrale     |
| Třebovice                       | Ústí nad Orlicí     | Pardubice           |
| Třebovle                        | Kolín               | Boemia centrale     |
| Třebsko                         | Příbram             | Boemia centrale     |
| Třebusice                       | Kladno              | Boemia centrale     |
| Třebušín                        | Litoměřice          | Ústí nad Labem      |
| Třemešná                        | Bruntál             | Moravia-Slesia      |
| Třemešné                        | Tachov              | Plzeň               |
| Třemošná                        | Plzeň-sever         | Plzeň               |
| Třemošnice                      | Chrudim             | Pardubice           |
| Třesov                          | Třebíč              | Vysočina            |
| Třesovice                       | Hradec Králové      | Hradec Králové      |
| Třešovice                       | Strakonice          | Boemia meridionale  |
| Třešť                           | Jihlava             | Vysočina            |
| Třeštice                        | Jihlava             | Vysočina            |
| Třeština                        | Šumperk             | Olomouc             |
| Tři Dvory                       | Kolín               | Boemia centrale     |
| Tři Sekery                      | Cheb                | Karlovy Vary        |
| Tři Studně                      | Žďár nad Sázavou    | Vysočina            |
| Třibřichy                       | Chrudim             | Pardubice           |
| Třinec                          | Frýdek-Místek       | Moravia-Slesia      |
| Třtěnice                        | Jičín               | Hradec Králové      |
| Třtice                          | Rakovník            | Boemia centrale     |
| Tučapy (Boemia meridionale)     | Tábor               | Boemia meridionale  |
| Tučapy (Moravia meridionale)    | Vyškov              | Moravia meridionale |
| Tučapy (Zlín)                   | Uherské Hradiště    | Zlín                |
| Tučín                           | Přerov              | Olomouc             |
| Tuhaň (Boemia centrale)         | Mělník              | Boemia centrale     |
| Tuhaň (Liberec)                 | Česká Lípa          | Liberec             |
| Tuchlovice                      | Kladno              | Boemia centrale     |
| Tuchoměřice                     | Praha-západ         | Boemia centrale     |
| Tuchoraz                        | Kolín               | Boemia centrale     |
| Tuchořice                       | Louny               | Ústí nad Labem      |
| Tuklaty                         | Kolín               | Boemia centrale     |
| Tulešice                        | Znojmo              | Moravia meridionale |
| Tuněchody                       | Chrudim             | Pardubice           |
| Tupadly (Kutná Hora)            | Kutná Hora          | Boemia centrale     |
| Tupadly (Mělník)                | Mělník              | Boemia centrale     |
| Tupesy                          | Uherské Hradiště    | Zlín                |
| Turkovice                       | Pardubice           | Pardubice           |
| Turnov                          | Semily              | Liberec             |
| Turovec                         | Tábor               | Boemia meridionale  |
| Turovice                        | Přerov              | Olomouc             |
| Tursko                          | Praha-západ         | Boemia centrale     |
| Tuř                             | Jičín               | Hradec Králové      |
| Tuřany (Boemia centrale)        | Kladno              | Boemia centrale     |
| Tuřany (Karlovy Vary)           | Cheb                | Karlovy Vary        |
| Tuřice                          | Mladá Boleslav      | Boemia centrale     |
| Tušovice                        | Příbram             | Boemia centrale     |
| Tutleky                         | Rychnov nad Kněžnou | Hradec Králové      |
| Tužice                          | Klatovy             | Plzeň               |
| Tvarožná (Repubblica Ceca)      | Brno-venkov         | Moravia meridionale |
| Tvarožná Lhota                  | Hodonín             | Moravia meridionale |
| Tvorovice                       | Prostějov           | Olomouc             |
| Tvořihráz                       | Znojmo              | Moravia meridionale |
| Tvrdkov                         | Bruntál             | Moravia-Slesia      |
| Tvrdonice                       | Břeclav             | Moravia meridionale |
| Tvrzice                         | Prachatice          | Boemia meridionale  |
| Týček                           | Rokycany            | Plzeň               |
| Tymákov                         | Plzeň-město         | Plzeň               |
| Týn nad Bečvou                  | Přerov              | Olomouc             |
| Týn nad Vltavou                 | České Budějovice    | Boemia meridionale  |
| Týnec (Moravia meridionale)     | Břeclav             | Moravia meridionale |
| Týnec (Plzeň)                   | Klatovy             | Plzeň               |
| Týnec nad Labem                 | Kolín               | Boemia centrale     |
| Týnec nad Sázavou               | Benešov             | Boemia centrale     |
| Týniště                         | Plzeň-jih           | Plzeň               |
| Týniště nad Orlicí              | Rychnov nad Kněžnou | Hradec Králové      |
| Týnišťko                        | Ústí nad Orlicí     | Pardubice           |